# Svatý Urho

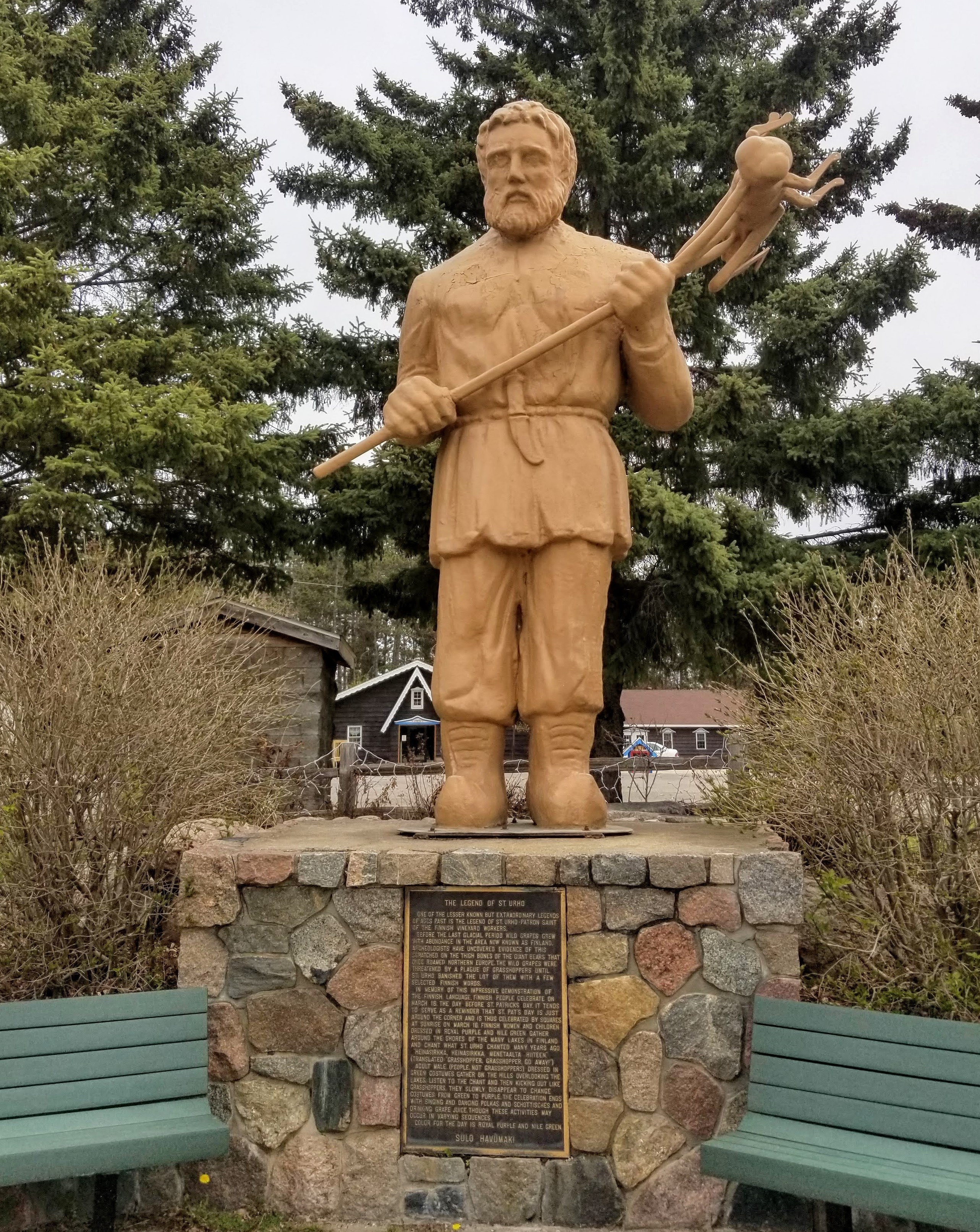
Sklolaminátová socha svatého Urha v minnesotské Menahze. Svatý Urho drží v rukou vidle s napíchnutou sarančí.

Svatý Urho (Pyhä Urho, [ˈpyhæ ˈurho]) je fiktivní světec vytvořený finskými Američany v severní Minnesotě v 50. letech 20. století jako součást oslavy finského kulturního dědictví po vzoru dne svatého Patrika. Dnem této oslavy byl určen 16. březen.

## Vznik
Legendu svatého Urha vytvořil na jaře 1956 Finoameričan Richard Mattson, který později vypověděl, že si ji vymyslel, když se ho irský spolupracovník Gene McCavic ptal, zda existuje nějaký finský svatý podobný svatému Patrikovi. Mattson s McCavicem pak spolu napsali Ódu na svatého Urha. Báseň záměrně napsaná ve zkomolené angličtině finských imigrantů připisuje svatému Urhovi, že svým mocným hlasem, získaným konzumací viili a rybí polévky, z Finska vyhnal žáby. Původně v ní byl jako den svatého Urha určen 24. květen, ale později bylo datum změněno na 16. březen, aby Finové mohli začít pít zelené pivo o den dřív než Irové.
Legenda byla později dále upravována. Žáby byly zaměněny za saranče velké jako ptáky a Urho jejich vyhnáním zachránil úrodu finských vinných hroznů.
Ve Finsku je den svatého Urha prakticky neznámý, v Americe se ale slaví na řadě míst.